# Ophthalmolampis maculifemur
Ophthalmolampis maculifemur är en insektsart som beskrevs av Marius Descamps 1983. Ophthalmolampis maculifemur ingår i släktet Ophthalmolampis och familjen Romaleidae. Inga underarter finns listade i Catalogue of Life.